# 商周祚
商周祚（1577年1月26日—17世紀），字明兼，號等軒，浙江紹興府會稽縣人，明朝政治人物。

## 生平
萬曆二十五年（1597年）以《詩經》中举人第二十八名，二十九年（1601年）會試第三名，中三甲進士，都察院觀政，三十年授福建邵武縣知縣。三十六年行取礼部主事，三十八年考选，四十年擢户科給事中，四十二年巡视十庫，四十四年會試同考，四十六年升太僕寺少卿。萬曆四十八年（1619年），擢都察院右僉都御史，巡撫福建，任內不徵民間一錢，抗擊倭寇，擒斬盜賊。天啟二年（1622年），荷蘭人佔據澎湖，商周祚私下答應荷蘭艦隊司令雷約茲（Cornelis Reijersz），只要撤出澎湖，就允許他們在台灣貿易。最後商周祚命令南路副總兵張嘉策強行要求荷蘭人撤返，“但师行粮从，无饷则无兵。”张嘉策被朝廷革职查办，改由俞咨皋接任。
天启三年二月，朝廷以南居益取代商周祚出任福建巡抚，周祚以京察被調用南京。天启五年（1625年），起任兵部右侍郎、兼右佥都御史、两广总督。次年升南京工部尚書，崇祯元年改任南京兵部尚书，以母年老，称病請求归养，鄉居十载。崇祯十年（1637年），复任都察院右佥都御史。不久因屢違聖意被革職，返歸故里。南明弘光政權時擔任吏部尚書，於1646年（清順治三年，南明隆武二年、監國魯元年）六月与阁臣方逢年、张国维、谢三宾，尚书宋之普等人降清。女兒商景蘭嫁祁彪佳。

## 遺迹
商周祚墓地在绍兴县兰亭镇联合村（今浙江省绍兴市柯桥区兰亭街道聯和村），其墓地在文革前还保存完好，规模极大，墓前有一甬道，一个墓道牌坊，两侧摆放着石人、石马、石虎、石羊、石狮各一对，後毁于文革。

## 家族
曾祖行太僕寺卿商廷試，辛丑進士。祖父隆慶五年進士、太僕寺左少卿商為正。
父親商維河。母親劉氏。弟商周初（崇禎元年進士）、商周祐、商周祺、商周礽、商周祥。
夫人朱氏。孫女商可、商采。
次女商景徽，適徐咸清（？—1689年）。外孫女徐昭華適諸生駱加采，有“徐都講”之稱。工楷隸，善畫，尤工畫蝶。有《花間集》、《徐都講詩》。
三女商景蘭（？—1688年），適蘇松總督祁彪佳（1603年—1645年）。外孫祁理孫（1627年—1687年）娶張德蕙（張萼女兒，張萼和祁彪佳是表兄弟又是連襟，即張萼為其姨丈）；曾外孫祁昌徵、祁曜徵。外孫祁班孫（1633年—1674年）娶朱德蓉（朱用舟堂姐妹，即其三伯朱兆憲的女兒），無子女。外孫祁同孫（1636年夭折）。外孫女祁德淵適姜廷梧（戶部尚書姜一洪少子），五子五女；外曾孫姜兆熊、姜兆鵬。外孫女祁德玉（1630年—1717年）適朱用舟（1632年—1673年，後改名為堯日，朱兆宣兒子，朱兆宣的姐妹即朱燮元女兒——祁彪佳弟媳、祁象佳的妻子），一子二女；外曾孫幼女適德清縣（今屬浙江省湖州市）學訓導趙汝龍；外玄孫趙昱（1689年—1747年）；外來孫趙一清（1711年－1764年），整理《水經注》，和同時期戴震取得相似的成績；外玄孫趙信（1701年—？）。外孫女祁德瓊，適諸生王鰐叔。
女兒商景莘，早逝，適張萼（張岱堂弟，祁彪佳二姨父張聯芳的兒子，是祁彪佳的表弟：即商景莘嫁给三姐夫的表弟）。外孫女張德蕙。
中表兄弟劉宗周（1578年—1645年）；劉宗周之祖父為劉焞，與商周祚之外祖父劉炆為同宗兄弟；劉焞曾祖為劉鐸、劉炆曾祖為劉鑑，劉鐸及劉鑑為劉玘長子及四子：劉宗周及商周祚有共同七世先祖。

## 著作
- 《水澄刘氏家谱序》[13]